# Сардоба

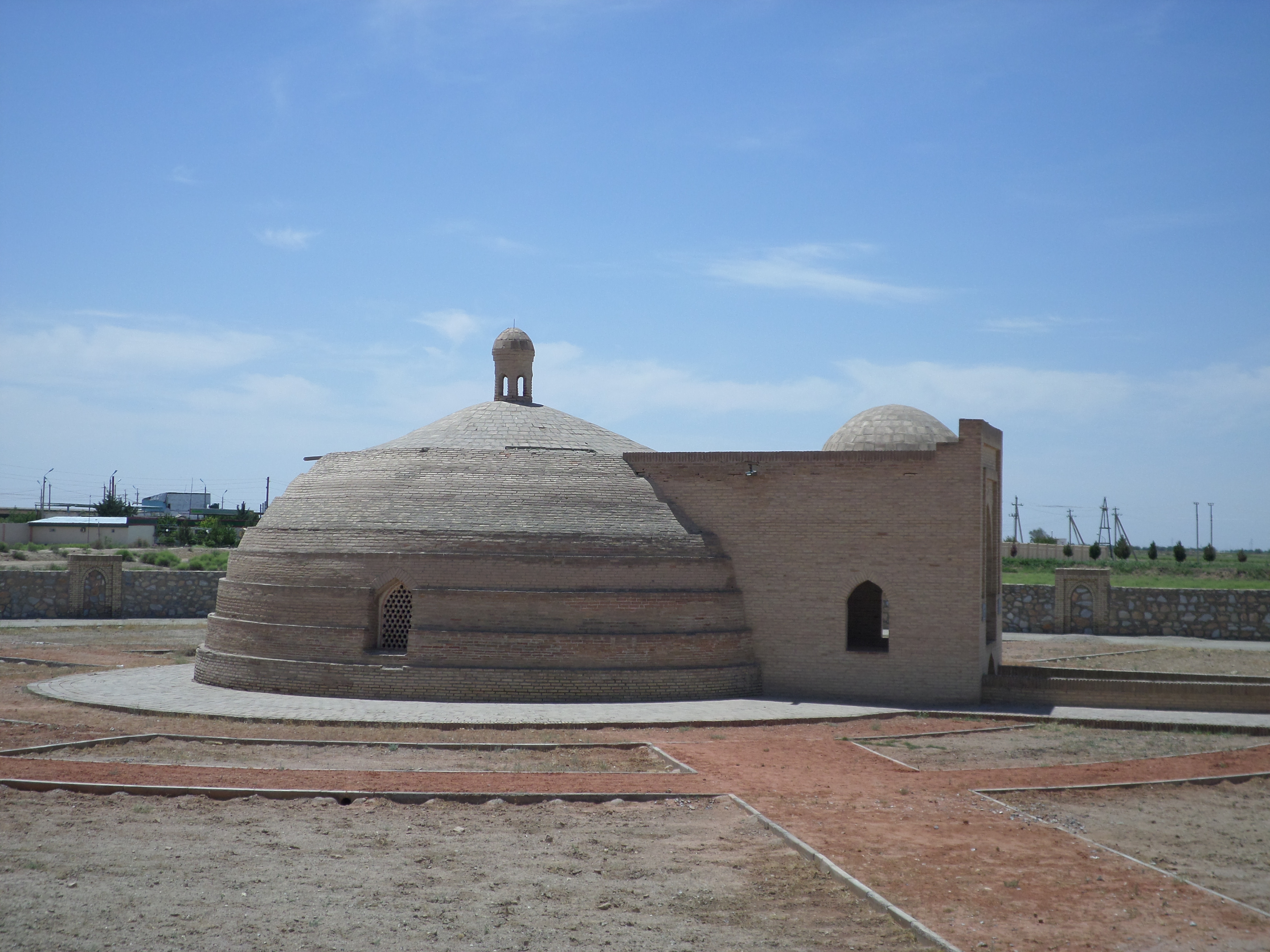
Малік сардоба, Узбекистан.

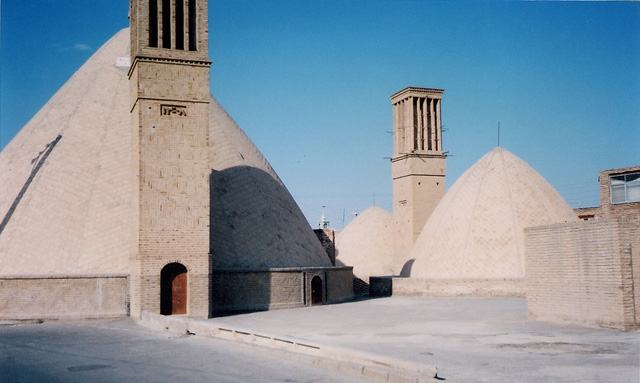
Аб-Анбар з подвійними куполами і бадгірами в центральній пустелі, місто Наїн, біля Єзду.

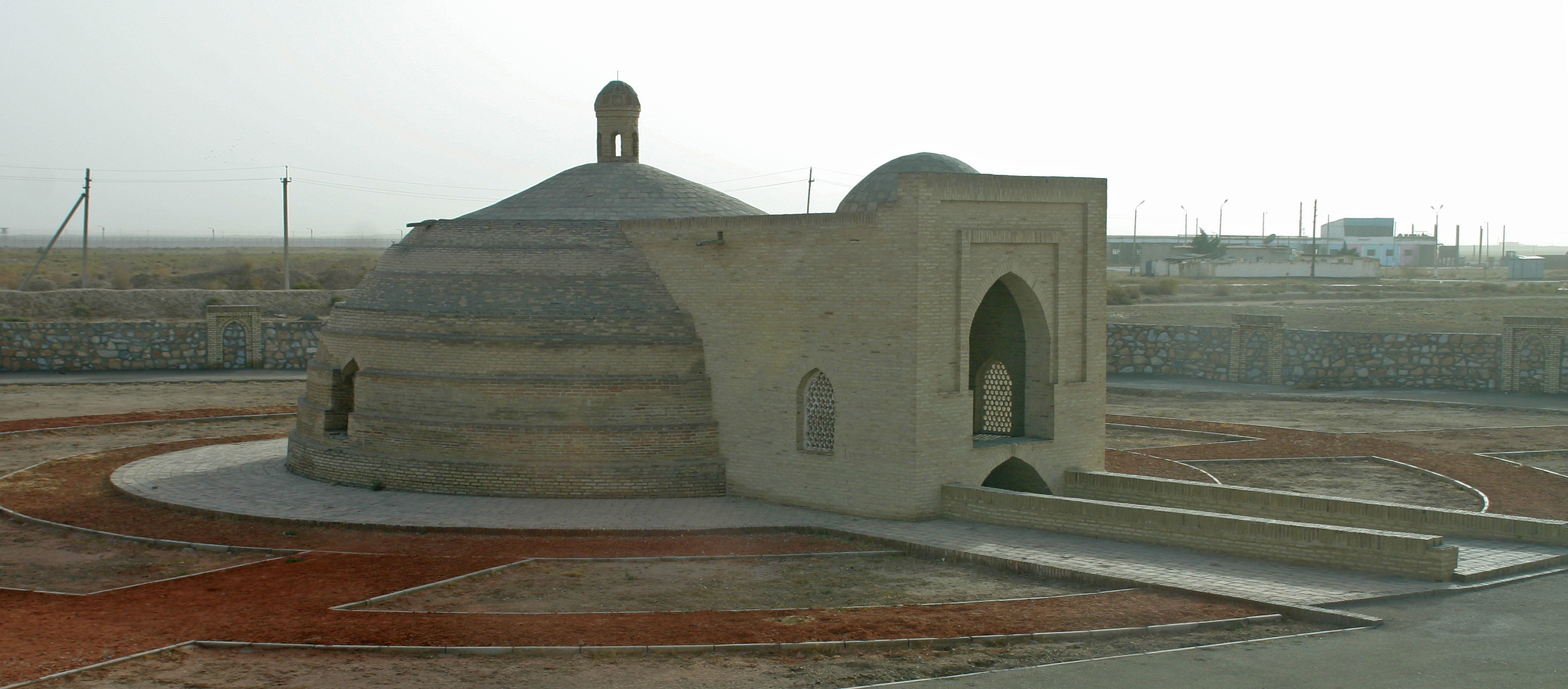
Сардоба в Узбекистані.

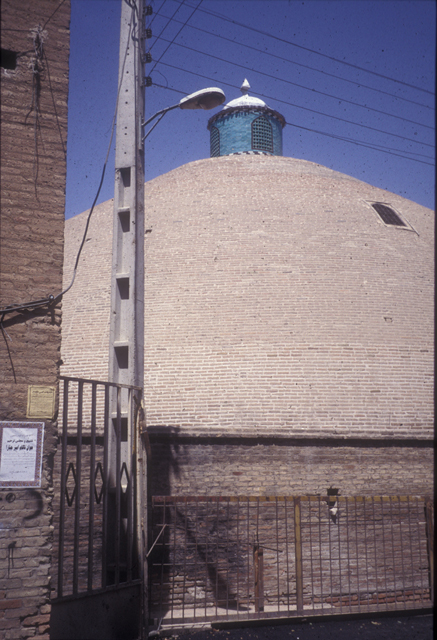
Аб-анбар Сардар-і Бозорг у Казвині, є найбільшим одностороннім аб-Анбар в Ірані.

Сардоба, також сардоб, сардоб Аб-анбар, (перс. آب انبار [āb anbār] — гідротехнічна архітектурна споруда господарського призначення в деяких районах Туреччини, Ірану та Центральної Азії; заглиблений в землю і накритий кам'яним склепінням басейн — для збору, зберігання і вживання прісної питної води. Склепіння або гумбаз над басейном запобігав значному випаровуванню води, певною мірою захищав від пилових і піщаних бур, створював постійну тінь. Вода в таких сховищах залишалася холодною у найспекотніший період року. Якщо навколо басейну-хаузу розташовувалася галерея, тоді сардоб служив місцем відпочинку та сну к тіні під склепіннями купола. У містах і селищах сардоби розташовувалися на великих площах і в палацах правителів. Як архітектурна споруда, сардоб зазвичай мав вигляд поглибленого в землю басейн-хаузу напівсферичної форми з галереєю або без неї, накритий напівсферичним куполом з одним або декількома входами всередину споруди.
Термін — складне слово, що складається з двох частин: перською мовою sard — «холодний» і âb — «вода».
Сардоб заповнювався дощовими й талими водами, іноді водами з каналів або струмків, часто вони споруджувалися на шляху проходження підземних каналів кяризів. Часто сардоб споруджувалися при караван-сараях на сухопутних торгових шляхах для відпочинку і задоволення потреб у воді для людини та тварин.
Гумбаз — сферичний купол сардоби служив також хорошим орієнтиром і на плоских рівнинах був далеко видно.
У сухих степах, напівпустельних і пустельних районах Центральної Азії дуже часто сардоб був єдиним джерелом води. У ряді місць торгові караванні шляхи без системи сардоб, розташованих по шляху проходження, взагалі не могли існувати. Зважаючи на це сардоби регулярно ремонтувалися, басейни чистилися, а при необхідності сардоби і охоронялися озброєними загонами. З неписаним звичаєм вода з сардоба завжди вживалася для пиття тільки після кип'ятіння. Великий шовковий шлях на окремих своїх ділянках зобов'язаний своїм існуванням виключно сардобам.
Сардоба відомі з X ст. по Р. Х..

## Конструкція та архітектура
Класична конструкція сардоба є хаузом — басейном напівсферичної форми з кам'яними сходами, що ведуть униз. У плані — при вигляді згори — хауз має ідеальну круглу форму. Така форма необхідна для зведення над хаузом правильного купола-гумбаза. Хауз заглиблюють в землю з тим, щоб туди природним чином стікала і відстоювалася прісна вода.
Зрідка хауз оперізувала неширока галерея. Тоді сардоб поєднував функції сховища води і караван-сараю. На галереї можна було в тіні гумбаз сховатися від палючої спеки вдень або прилягти на нічліг.
Хауз перекривався круглим в плані куполом-гумбазом, зазвичай мали форму правильної півсфери. Однак в різні історичні епохи і в різних місцевостях гумбизи також в інженерному та архітектурному відношенні були різні, мабуть, задовольняючи смаки замовника або задум архітектора і будівельника.
Всередину сардоба вів один або кілька входів. Іноді головний вхід був монументальним урочистим порталом. У верхній частині купола зазвичай був невеликий круглий отвір, який служив для вентиляції внутрішнього обсягу і природного освітлення. Деякі куполи мали навершя у вигляді невеликих цегельних веж. Купол-гурбаз Караулбазар-сардоба поблизу Бухари в степу Уртачуль оздоблений зсередини кахлями, за що сардоб називали «палацом».